# Fantasia (Smith)
Fantasia is een compositie voor altsaxofoon en harmonieorkest van de Amerikaanse componist Claude T. Smith. Deze compositie is geschreven geschreven voor de altsaxofoon Dale Underwood.
Het werk is op cd opgenomen door het Texas Tech University Wind Ensemble met Dale Underwood op altsaxofoon.